# Фреро Делавега

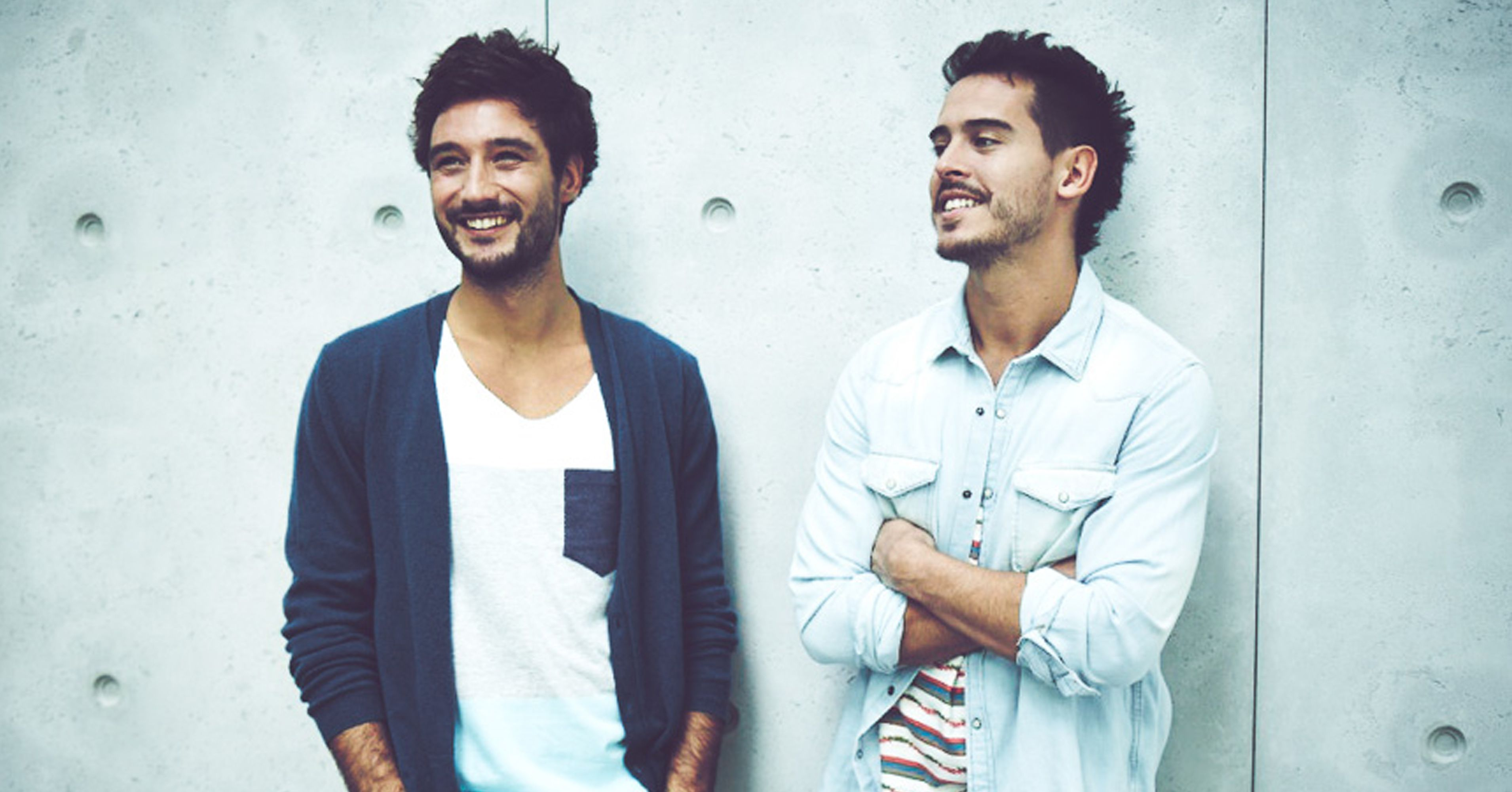

Фреро Делавега или Фреро-Делавега (фр. Fréro Delavega) — французская группа из Жиронды, состоящая из двух гитаристов и вокалистов: Жереми Фреро и Флориана Делавега. Они стали особенно популярны после третьего сезона «Голоса Франции» и в Интернете. Свой первый альбом выпустили в 2014 году. В 2017 году дуэт прекратил существование, дав прощальный концерт 10 июня 2017 года в Бордо.

## История
Жереми Фреро и Флориан Делавега, будучи соседями в Гюжан-Местрас, работали спасателями на море в Аркашонском заливе, став со временем друзьями. Оба изучали науки и технологии физической активности и спорта, чтобы после работать учителями физкультуры, поэтому в русскоязычных СМИ участники дуэта были названы физруками. Они вместе работали и одновременно публиковали свои видео на Youtube, сначала по отдельности, а потом вместе. В 2013 году их видео начинают становиться популярными. Фреро и Делавега связываются с записывающей компанией Capitol Music France (французский филиал Universal Music Group) и выпускают мини-альбом с каверами. В 2014 году они записывают свой первый альбом на лейбле Capitol Music France. Дебютный альбом, названный по фамилиям участников дуэта, насчитывает 18 треков. Часть диска — кавер-версии известных хитов: «Price Tag» Джесси Джей, песня «Il y a» Ванессы Паради, композиция «Caroline» MC Solaar’а. «Оригинальная» часть альбома — легкие и ненавязчивые баллады.
В 2015 и 2016 годах музыканты получают награду NRJ Music Awards за лучший французский дуэт года.
Выпуск первого альбома Fréro Delavega, одноимённого названию группы, сопровождался коммерческим успехом, всего было продано около 300 000 копий. Второй альбом дуэта, Des ombres et des lumières («Тени и свет»), был выпущен в 2015 году.

## Участники группы
Жереми Фреро (Jérémy Frérot) родился 17 марта 1990 года в Брюже, департамент Жиронда. Начал играть на гитаре в 5 лет. Жереми готовился получить диплом в области науки и технологии физической активности и спорта (STAPS), чтобы работать учителем физического воспитания и спортивной работы в колледже, прежде чем решил посвятить свою жизнь музыке. Встречается с французской пловчихой Лор Маноду. 18 июля 2017 года у пары родился сын, которого назвали Лу (Lou). В январе 2021 года у пары родился второй сын.
Флориан Делавега (Florian Delavega), настоящее имя Флориан Гарсия (Garcia), родился 12 июня 1987 года в Бордо. Как и Жереми получил диплом STAPS и преподавал в небольшом колледже в Жиронде. Он также оставил свою профессию и посвятил себя музыке. Встречается с аргентинской певицей Наталией Доко, в январе 2018 года у пары родился сын.

## Альбомы
Frero Delavega выпустили свой первый альбом 21 июля 2014 года, второй альбом вышел в конце 2015 года.
| Год  | Альбом                     | Рейтинг | Рейтинг  | Рейтинг  | Рейтинг | Награды        | Продажи |
| Год  | Альбом                     | FR      | BEL (Vl) | BEL (Wa) | SWI     | Награды        | Продажи |
| ---- | -------------------------- | ------- | -------- | -------- | ------- | -------------- | ------- |
| 2014 | Fréro Delavega             | 1       | 198      | 3        | 50      | бриллиантовый  | 500 001 |
| 2015 | Des ombres et des lumières | 4       | /        | 8        | 17      | 1 × платиновый | 177 000 |

## Песни
| Год  | Песня                | Рейтинг | Рейтинг  | Награды | Альбом                     |
| Год  | Песня                | FR      | BEL (Wa) | Награды | Альбом                     |
| ---- | -------------------- | ------- | -------- | ------- | -------------------------- |
| 2014 | Sweet Darling        | 18      | 24       |         | Fréro Delavega             |
| 2014 | Il y a               | 30      | -        |         | Fréro Delavega             |
| 2014 | Le Chant des sirènes | 9       | 14       |         | Fréro Delavega             |
| 2014 | Caroline             | 107     | -        |         | Fréro Delavega             |
| 2014 | Mon petit pays       | 44      | 35       |         | Fréro Delavega             |
| 2015 | Ton visage           | 12      | 13       |         | Des ombres et des lumières |
| 2015 | Autour de moi        | 61      | 13       |         | Des ombres et des lumières |
| 2015 | Le cœur éléphant     | 42      | 10       |         | Des ombres et des lumières |
| 2015 | À l'équilibre        | -       | 40       |         | Des ombres et des lumières |